# Чапараль та рідколісся внутрішніх районів Каліфорнії
Чапараль та рідколісся внутрішніх районів Каліфорнії (ідентифікатор WWF: NA1212) — неарктичний екорегіон середземноморських лісів та чагарників, розташований в Каліфорнії на заході США.

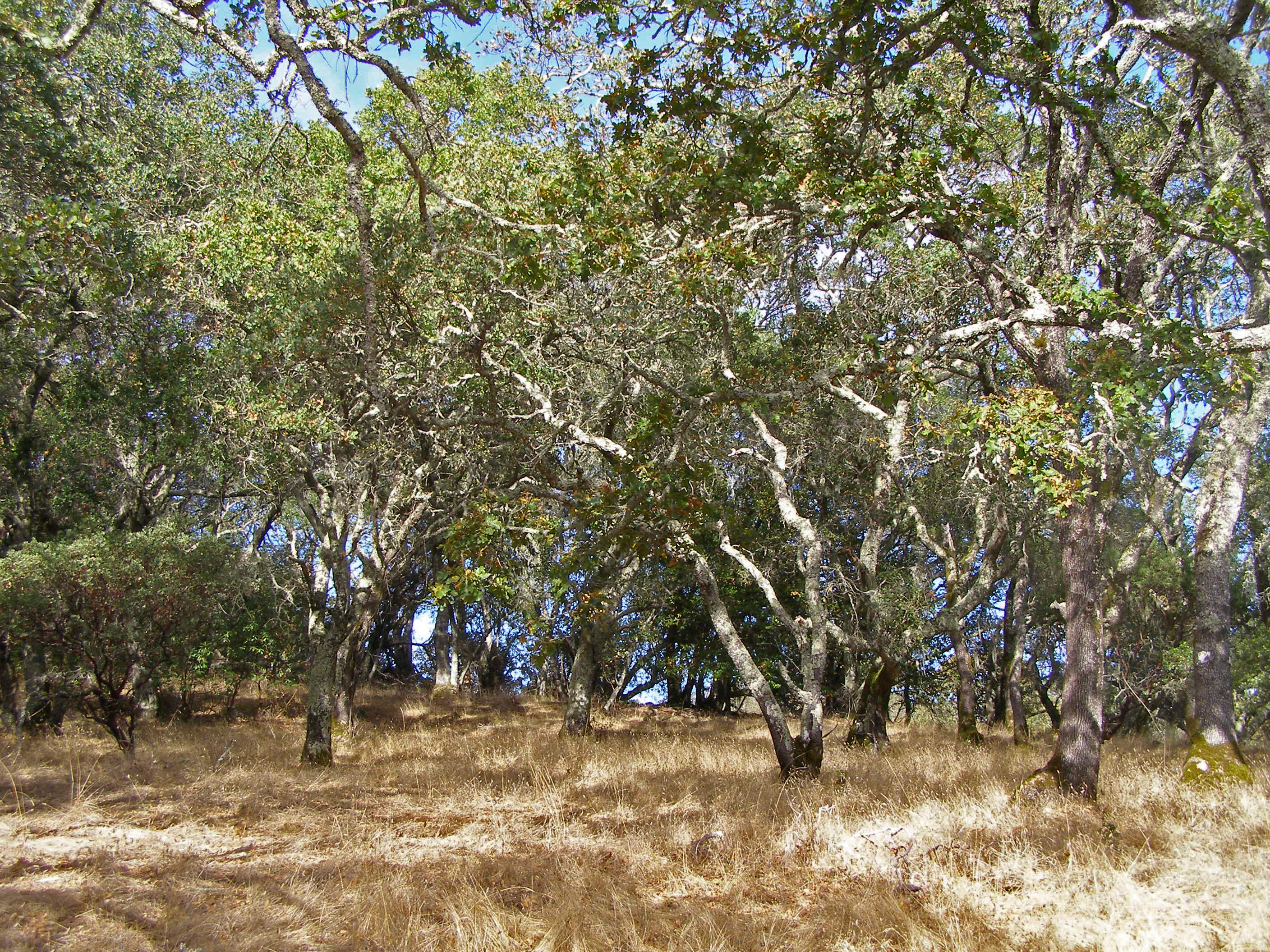
Дубові рідколісся Каліфорнії

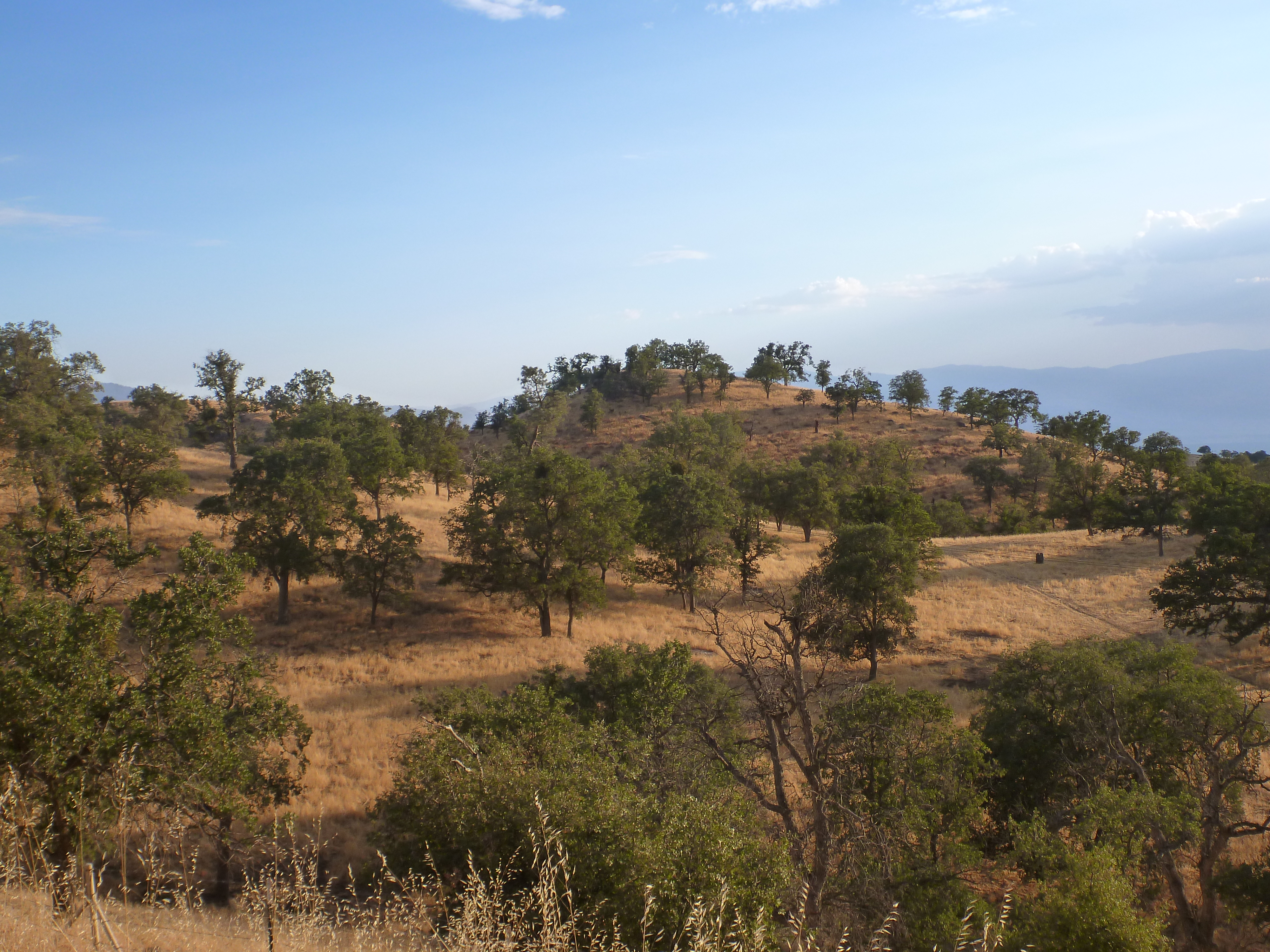
Дубова савана Каліфорнії

## Географія
Екорегіон чапаралю та рідколісь внутрішніх районів Каліфорнії охоплює кільце пагорбів та передгір'їв, що оточують Каліфорнійську долину. Він простягається від озера Шаста у Північній Каліфорнії на південь до протоки Санта-Барбара у Південній Каліфорнії. Незважаючи на свою назву, він не повністю лежить в глибині Каліфорнії, а також включає узбережжя Тихого океану в районі заток Сан-Франциско і Монтерей, а також від Сан-Сімеона до мису Консепсьйон. Ландшафт екорегіону включає рівнини, пагорби та невисокі гори, найвищі вершини яких підіймаються на висоту до 1500 м над рівнем моря.
Територія екорегіону є однією з найбільш густонаселених в США. Тут розташовані такі міста, як Санта-Марія, Сан-Луїс-Обіспо, Салінас, Санта-Крус, Сан-Хосе, Сан-Франциско, Окленд, Санта-Роза, Реддінг та Оровілл.
В горах на заході екорегіон переходить у прибережні ліси Північної Каліфорнії, на півночі — у ліси Кламату та Сіскію, на сході — у ліси Сьєрра-Невади, а на півдні — у чапараль та рідколісся гір Каліфорнії. У внутрішніх районах Центральної долини Каліфорнії розташований екорегіон луків Каліфорнійської долини, повністю оточений чапаралем та рідколіссями внутрішніх районів Каліфорнії.

## Клімат
В межах екорегіону домінує середземноморський клімат (Csa за класифікацією кліматів Кеппена), який характеризується спекотним сухим літом та прохолодною вологою зимою. У Сан-Хосе, приблизно в центрі регіону, середня літня температура становить 21 °C, а середня зимова температура — 10 °C. Середньорічна кількість опадів тут становить 402 мм. У прибережних частинах екорегіону температури більш помірні, зима тепліша, а літо прохолодніше. У західних передгір'ях гір Сьєрра-Невада, що оточують Каліфорнійську долину зі сходу, опадів випадає більше, ніж на решті екорегіону — до 1000 мм.

## Флора
Рослинний покрив екорегіону представлений різноманітною мозаїкою луків, чапаралю, дубових саван та рідколісь, прибережних лісів та водно-болотних угідь. Особливі угруповання зустрічаються на серпентінових ґрунтах. Найбільш поширеними та характерними угрупованнями в екорегіоні є дубові савани та чапараль. 
Основу чагарникових заростей чапаралю складають каліфорнійські гіркокаштани (Aesculus californica), каліфорнійські юдині дерева (Cercis occidentalis), каліфорнійські шамізи (Adenostoma fasciculatum), чапаралеві дуби (Quercus dumosa) та барбарисолисті дуби (Quercus berberidifolia), а також різні види мучниць (Arctostaphylos spp.), інші чагарники та різноманітні трав'янисті рослини. У дубових саванах та рідколіссях переважають блакитні дуби (Quercus douglasii), сірі сосни (Pinus sabiniana) та каліфорнійські гіркокаштани (Aesculus californica). Каліфорнійські вічнозелені дуби (Quercus agrifolia), каньйонові дуби (Quercus chrysolepis), долинні дуби (Quercus lobata), каліфорнійські чорні дуби (Quercus kelloggii) та внутрішні вічнозелені дуби (Quercus wislizeni) також є частиною різноманітної дубової флори екорегіону.
На ділянках, де переважають серпентінові ґрунти, зростають сосново-кипарисові рідколісся, основу яких складають кипариси Сарджента (Hesperocyparis sargentii), кипариси Макнаба (Hesperocyparis macnabiana), монтерейські сосни (Pinus radiata), вузлуваті сосни (Pinus attenuata) та єпископські сосни (Pinus muricata). Подекуди в екорегіоні зустрічаються невеликі ділянки хвойних лісів, у яких переважають жовті сосни (Pinus ponderosa), сосни Джеффрі (Pinus jeffreyi), сосни Ламберта (Pinus lambertiana) та сосни Култера (Pinus coulteri), велетенські шишки якої важать до 5 кг, а також прибережні дуґласії (Pseudotsuga menziesii var. menziesii), каліфорнійські річкові кедри (Calocedrus decurrens), одноколірні ялиці (Abies concolor var. lowiana) та каліфорнійські яловці (Juniperus californica).
Багато рослинних угруповань та окремих видів, що зустрічаються в екорегіоні, залежать від періодичних пожеж. Ціла гільдія однорічних трав'янистих рослин, які зустрічаються в чапаралі, має насіння, яке лежить у стані спокою протягом тривалого часу, поки пожежі, що спалахують кожні 20-25 років, не сприяють їхньому проростанню. У сосново-кипарисових рідколіссях лісові пожежі історично відбувалися раз на 25-50 років. Деякі види, що зустрічаються у цих рідколіссях, такі як вузлуваті сосни (Pinus attenuata), характеризуються закритими шишками, які розкриваються та випускають насіння лише при високій температурі (впливі вогню).
У дубових саванах та чапаралі екорегіону зустрічається 2036 видів трав'янистих рослин, ліан та чагарників, зокрема багато рідкісних та ендемічних видів. Морський чапараль, поширений на узбережжі затоки Монтерей, відомий багатьма ендемічними видами, серед яких слід відзначити мучницю Гукера (Arctostaphylos hookeri), монтерейську мучницю (Arctostaphylos montereyensis), пахарську мучницю (Arctostaphylos pajaroensis), піщану мучницю (Arctostaphylos pumila), монтерейський червонокорінник (Ceanothus cuneatus var. rigidus) та золотокущ Іствуда (Ericameria fasciculata). Серпентінові угруповання особливо багаті на ендемічні види рослин, такі як шкірястолистий дуб (Quercus durata), чапаралева гаррія (Garrya congdonii) та китяткоподібний вигнутоцвіт (Streptanthus polygaloides). Іншою гарячою точкою ендемізму є хребет Дьябло, що лежить на схід від затоки Сан-Франциско. На горі Дьябло зростають ендемічні дьябельські мучниці (Arctostaphylos auriculata), дьябельські маріпози (Calochortus pulchellus), чапаралеві дзвоники (Ravenella exigua), дьябельські дзьобоцвіти (Cordylanthus nidularius), дьябельські соняшнички (Helianthella castanea) та дьябельська гречка (Eriogonum truncatum). На піщаних ґрунтах поблизу Коулінги зустрічаються деякі рідкісні пустельні види, такі як мохавська піщана вербена (Abronia pogonantha) та вузьколистий золотокущ (Ericameria linearifolia).

## Фауна
В межах екорегіону зустрічається 78 видів ссавців та понад 230 видів птахів. Серед поширених в екорегіоні ссавців слід відзначити каліфорнійського чорнохвостого оленя (Odocoileus hemionus californicus), каліфорнійського вапіті (Cervus canadensis nannodes), великовухого зайця (Lepus californicus), каліфорнійського кролика (Sylvilagus bachmani), пустельного кролика (Sylvilagus audubonii), західну сіру вивірку (Sciurus griseus), каліфорнійського ховраха (Otospermophilus beecheyi), сономського бурундука (Neotamias sonomae), бурундука Мерріама (Neotamias merriami), темноногого лісового хом'яка (Neotoma fuscipes), гоферчика Ботти (Thomomys bottae), каліфорнійського кенгурового стрибуна (Dipodomys californicus), західну врожайницю (Reithrodontomys megalotis), оленячу мишу Гамбела (Peromyscus gambelii), піньйонову мишу (Peromyscus truei), чагарникову мишу (Peromyscus boylii), каліфорнійську мишу (Peromyscus californicus), каліфорнійську полівку (Microtus californicus), мідицю Троубріджа (Sorex trowbridgii) та північного широколапого крота (Scapanus latimanus). Віргінські опосуми (Didelphis virginiana) були інтродуковані в регіоні у XX столітті. 
Серед великих хижаків, поширених в регіоні, слід відзначити каліфорнійського барибала (Ursus americanus californiensis), північноамериканську пуму (Puma concolor couguar) та руду рись (Lynx rufus), а серед дрібніших хижих ссавців — койота (Canis latrans), сіру лисицю (Urocyon cinereoargenteus), довговуху лисицю (Vulpes macrotis), звичайну лисицю (Vulpes vulpes), довгохвосту ласицю (Neogale frenata), американського борсука (Taxidea taxus), смугастого скунса (Mephitis mephitis), західного плямистого скунса (Spilogale gracilis), північноамериканську котофредку (Bassariscus astutus) та звичайного ракуна (Procyon lotor). На берегах річок зустрічаються канадські бобри (Castor canadensis), канадські видри (Lontra canadensis), річкові візони (Neogale vison) та болотяні ондатри (Ondatra zibethicus). Раніше в екорегіоні зустрічалися каліфорнійські гризлі (Ursus arctos californicus) та вовки (Canis lupus), однак наразі вони в регіоні вимерли.
В екорегіоні спостерігається найбільша кількість ендемічних та майже ендемічних ссавців серед усіх екорегіонів Канади та США. Ендеміками екорегіону є солончакові врожайниці (Reithrodontomys raviventris), велетенські кенгурові стрибуни (Dipodomys ingens), кенгурові стрибуни Хеерманна (Dipodomys heermanni) та суїсунські мідиці (Sorex ornatus sinuosus), а майже ендемічними його представниками —  вузькоморді кенгурові стрибуни (Dipodomys venustus), великовухі лісові хом'яки (Neotoma macrotis), сан-хоакінські торбомиші (Perognathus inornatus) та каліфорнійські торбомиші (Chaetodipus californicus).
Орнітофауна екорегіону включає каліфорнійську перепелицю (Callipepla californica), каліфорнійського голуба (Patagioenas fasciata), американського луня (Circus hudsonius), білохвостого шуліку (Elanus leucurus), американського сича (Athene cunicularia), плямисту сову (Strix occidentalis), західну сплюшку (Megascops kennicottii), каліфорнійського колібрі-крихітку (Selasphorus sasin), рубіновоголову каліпту (Calypte anna), аметистовоголову каліпту (Calypte costae), каліфорнійського дятла (Dryobates nuttallii), чорноволу гілу (Melanerpes formicivorus), каліфорнійську сойку (Aphelocoma californica), американську тимелію (Chamaea fasciata), каліфорнійського тремблера (Toxostoma redivivum), зеленоспинного віреона (Vireo cassinii), каліфорнійську синицю (Baeolophus inornatus), оливкового червоїда (Leiothlypis celata), біловусого пісняра-лісовика (Setophaga nigrescens), каліфорнійського еполетника (Agelaius tricolor), каліфорнійського тауї (Melozone crissalis) та каліфорнійську вівсянку-пустельницю (Artemisiospiza belli). Майже ендемічними представниками екорегіону є каліфорнійські сороки (Pica nuttalli).
У маршах та солоних болотах, що оточують затоку  Сан-Франциско, щороку зустрічається безліч водоплавних птахів, що мігрують Тихоокеанським пролітним шляхом. Тут гніздяться рідкісні каліфорнійські пастушки (Rallus obsoletus) та інші коловодні птахи. У горах Національного парку Піннаклс гніздяться прерієві соколи (Falco mexicanus) та дуже рідкісні каліфорнійські кондори (Gymnogyps californianus). Станом на 1987 рік популяція цих птахів нараховувала лише 22 особини, однак завдяки втручанню природоохоронців цей вид був врятований від вимирання та реінтродукований у дикій природі. Станом на травень 2024 року світова популяція цих птахів нараховувала 561 особину.
Герпетофауна екорегіону включає західну парканну ігуану (Sceloporus occidentalis), південну крокодилову ящірку (Elgaria multicarinata), гоферову змію (Pituophis catenifer) та струнку саламандру (Batrachoseps attenuatus), а також ендемічних аламедських полозів-батогів (Masticophis lateralis euryxanthus) та каліфорнійських червононогих жаб (Rana draytonii). В екорегіоні зустрічаються рідкісні види безхребетних тварин, зокрема кочові мурахи з роду Neivamyrmex, примітивні давньощелепні комахи (Archaeognatha) та низка видів ендемічних наземних равликів.

## Збереження
Приблизно третина природного рослинного покриву екорегіону, переважно зосереджена у важкодоступних гірських районах, є відносно незайманою. Однак значна частина дубових саван та рідколісь, що росли у долинах та на пологих схилах, була знищена. Лише близько 10 % водно-болотних угідь Каліфорнії збереглися, а багато з тих, що залишилися, перебувають під загрозою зникнення.
Основною загрозою для збереження природи регіону є розширення передмість, надмірний випас худоби, а також поширення інтродукованих видів рослин. В регіоні зустрічається 2105 видів чужорідних рослин, або 30 % від загальної флори, що є найвищим показником серед усіх екорегіонів США.
Зміна режиму пожеж призводить до деградації природних угруповань екорегіону. Хоча чагарники чапаралю залежать від регулярних пожеж, їхня здатність реагувати на пожежі залежить від низки факторів — кута та експозиції схилів, місцевих кліматичних умов, частоти, інтенсивності та сезонності пожеж. Щоб чапараль достатньо відновився та відклав достатньо насіння в ґрунт, необхідно, щоб інтервал між пожежами становив принаймні 10 років. Оскільки антропогенна діяльність збільшує частоту пожеж, здатність чапаралю до самовідновлення зменшується, що призводить до його знищення та деградації. Крім того, на місцях пожеж часто зростають чужорідні види рослин, що ускладнюють ріст здорового чапаралю.
Оцінка 2017 року показала, що 4911 км², або 7 % екорегіону, є заповідними територіями. Природоохоронні території включають: Національний парк Піннаклс, Державний парк гори Дьябло, Державний парк гори Тамальпаїс, Державний парк імені Генрі Коу, Національну пам'ятку рівнини Каррізо, Національну пам'ятку гори Беррієса-Сноу, Національну пам'ятку Каліфорнійського узбережжя, Державну зону відпочинку озера Фолсом та Парк Амерікан-Рівер.